# Gomek
Gomek (1917 - 6 de março de 1997) foi um grande crocodilo de água salgada capturado por George Craig na Papua Nova Guiné. Ele foi comprado por Terri e Arthur Jones em 1985 e foi mantido em Ocala, Flórida, por cinco anos antes de ser vendido para o St. Augustine Alligator Farm Zoological Park, na Flórida. Alimentadores do grande crocodilo foram autorizados a entrar no recinto e chegar tão perto quanto 1 metro do grande animal (uma proximidade normalmente suicida) sem qualquer medo de ataque. Embora os alimentadores ainda usassem pinças longas para alimentar Gomek, ele era geralmente considerado um crocodilo "domesticado".
Depois de muitos anos, Gomek morreu de doença cardíaca em 6 de março de 1997. Nessa época, ele era um crocodilo muito velho e um dos maiores e mais mansos crocodilos em cativeiro que existiam. Quando ele morreu, ele tinha 5,42 m (17 pés) de comprimento e pesava 860 kg - conforme confirmado pela Fazenda de Jacarés Santo Agostinho - e 80 anos de idade.